# Шама, Кармель
Кармель Шама ха-Коэн (ивр. כרמל שאמה הכהן‎; род. 16 августа 1973 года, Рамат-Ган, Израиль) — израильский политик, член кнессета 18-го и 19-го созывов от партии «Ликуд». С 2018 года мэр города Рамат-Гана.

## Биография
Кармель Шама ха-Коэн родился 16 августа 1973 года в городе Рамат-Ган, Израиль. Кармель окончил Междисциплинарный центр в Герцлии, где он получил первую степень в области юриспруденции. Служил в Армии обороны Израиля, в разведке (особое подразделение по предотвращению шпионажа и особенным следствиям).
В период с 2003 по 2009 год Кармель Шама был членом городского совета Рамат-Гана. В праймериз Ликуда в 2009 году Кармель Шама занял 25-е место. В феврале 2009 года он стал депутатом кнессета от партии «Ликуд», первоначально он занимал должность вице-спикера кнессета. Однако позже Шама покинул этот пост, перейдя в экономическую комиссию на пост председателя комиссии.
В 2013 году Шама подал свою кандидатуру на пост мэра города Рамат-Ган. Когда Реувен Ривлин был избран на пост президента Израиля в июле 2014 года, то Кармель Шама получил его мандат в кнессете 19-го созыва. В августе того же года Шама ха-Коэн вновь покинул кнессет, в связи с назначением на пост представителя Израиля при Организации экономического сотрудничества и развития, его место в кнессете занял депутат от партии «Наш дом Израиль» Алекс Миллер.
В 2014 году Кармель Шама ха-Коэн критически отзывался о партии «Ликуд», отмечая, что его партия уделяет мало внимания внутренним социальным проблемам Израиля, при этом отдавая предпочтение внешней политике.
С 2018 года — мэр Рамат-Гана.
Его фамилия, полученная от родителей, — Шама. Однако в 2010 году он добавил к ней вторую фамилию ха-Коэн, чтобы подчеркнуть, что он еврей, после того как оказалось, что многие считают его друзом.
Шама женат, отец четырёх детей (три сына и дочь), проживает в районе Рамат-Гана Кирьят-Криницы.